# جوزيف فيلوس
جوزيف فيلوس (بالإنجليزية: Joseph Veloce) هو دراج كندي. شارك في دورة الألعاب الأولمبية الصيفية.

## روابط خارجية
- جوزيف فيلوس على موقع أرشيف الدراجات (الإنجليزية)
- جوزيف فيلوس على موقع أوليمبيديا (الإنجليزية)
- جوزيف فيلوس على موقع اتحاد ألعاب الكومنولث (مؤرشف) (الإنجليزية)